# Franz Heinl
Franz Heinl (* 5. Januar 1880 in Haid, Böhmen; † 14. Februar 1950 in Wien) war ein österreichischer Techniker.

## Leben
Franz Heinl studierte an der Deutschen Technischen Hochschule in Prag. Während seines Studiums wurde er 1899 Mitglied der Prager Burschenschaft Arminia. An der Technischen Hochschule Berlin wurde er 1911 Assistent von R. Meyer. Die Promotion zum Dr. techn. erfolgte schließlich 1913. 1938 wurde Heinl als Alter Herr Mitglied der Wiener akademischen Burschenschaft Bruna Sudetia, die über den Ostdeutschen Bund ein Freundschaftsverhältnis pflegte.
Zurück in Prag unternahm er thermodynamische Untersuchungen und hatte die Idee, bei großen Warmwasserheizungen die Entropiesteigerung zu nutzen. Er wurde Professor an der Deutschen Technischen Hochschule Brünn und beschäftigte sich mit Automobilbau und Flugtechnik. 1922 eröffnete er in Wien ein Konstruktionsbüro und vertrieb den nach ihm benannten Schwerölvergaser in der Türkei und auf dem Balkan.
1926 untersuchte er Lokomotiven mit Kondensation und führte daraufhin die Speisewasservorwärmung ein. 1932 patentierte er den Heinl-Vorwärmer mit zweistufiger Wassererhitzung.

## Veröffentlichung
- Untersuchungen an Dampfstrahlapparaten. 1922

## Belege
1. ↑  Verzeichnis der Alten Herren der Deutschen Burschenschaft. Überlingen am Bodensee 1920, S. 211.
2. ↑   http://www.techniklexikon.net/d/schweroelvergaser/schweroelvergaser.htm

| Personendaten    | Personendaten              |
| ---------------- | -------------------------- |
| NAME             | Heinl, Franz               |
| KURZBESCHREIBUNG | österreichischer Techniker |
| GEBURTSDATUM     | 5. Januar 1880             |
| GEBURTSORT       | Haid, Böhmen               |
| STERBEDATUM      | 14. Februar 1950           |
| STERBEORT        | Wien                       |